# Maria Iliescu
Maria Henrietta Iliescu, nascuda com a Maria Adlersberger (Viena, Àustria, 1 de juny de 1927 - Craiova, Romania, 21 de gener de 2020) fou una romanista i professora universitària austríaca.
Filla única de Sophia i Richard Adlersberger, el 1938 la família es va traslladar a Romania, ja que tenien la ciutadania romanesa des de 1918. Maria Adlersberger va estudiar en un internat de monges francès. Després de graduar-se a l'escola, va estudiar Filologia Clàssica i Història Medieval a la Universitat de Bucarest. El 1949 es va casar amb el seu company d'estudis Vladimir Iliescu. Després de l'examen estatal el 1950, es va convertir en ajudant a Alexandru Graur, a qui el 1952 se li va prohibir l'ensenyament. Els anys següents va dedicar a la recerca, a l'Institut de Lingüística de l'Acadèmia de Ciències de la Romania, en gramàtica romanesa i a la secció de lexicografia, on també va dirigir el departament de diccionaris bilingües. Durant la dècada de 1960, va recollir mostres de dialectes del friülà repartits per Romania, que van ser el punt de partida per a la seva tesi doctoral (Le frioulan à partir des dialectes parlés en Roumanie, The Hague/Paris, Mouton, 1972). El 1972 esdevé professora de lingüística general i romànica a la Universitat de Craiova, on va impartir classes entre els anys 1972 i 1982. Raons polítiques i la situació professional del seu marit van impulsar Maria Iliescu a emigrar a Alemanya el 1983 amb la seva família. La tardor de 1983, va rebre una invitació com a professora visitant a l'Institut d'Estudis Romànics de la Universitat d'Innsbruck, i entre 1983 i 2001 fou professora universitària a aquesta mateixa universitat i professora honorària fins a la seva mort. El 2007 hi organitzà el XXVè Congrés Internacional de Lingüística Romànica. Del 1989 al 1999 també va impartir classes a la Universitat de Trento com a professora associada. Del 1999 al 2012 exercí com a professora consultora a la Universitat de Craiova.
Del 2007 al 2010 Maria Iliescu va ser presidenta de la Société de Linguistique Romane. Disposa de diversos doctorats honoris causa i va ser guardonada amb el Premi Estatal de Ciència Tirolès de 2004. El 2009 també va rebre l'Ordre Serviciul Credincios en el rang de comandant. El seu enfocament acadèmic se centra en la lingüística romànica comparada (sobretot el francès, el reto-romànic, el romanès) i el llatí vulgar. La seva llista de publicacions abasta gairebé 300 títols.